# 26897 Červená
26897 Červená è un asteroide della fascia principale. Scoperto nel 1995, presenta un'orbita caratterizzata da un semiasse maggiore pari a 2,5791132 UA e da un'eccentricità di 0,1667797, inclinata di 4,76841° rispetto all'eclittica.